# Ciclón (bebida energizante)
Ciclón es una bebida energizante lanzada y comercializada en 1996.  Resulta similar a la mayoría de las bebidas energizantes, con las mismas virtudes, pero sin la inclusión de la glucuronolactona, ginseng o guaraná.[cita requerida]

## Ingredientes
- Cafeína
- Inositol
- Pantotenato
- Biotina
- Calcio
- Vitamina B2
- Vitamina B6
- Vitamina B12
- Vitamina C